# Impressions d'Àfrica
Impressions d'Àfrica (Impressions d'Afrique) és una novel·la de Raymond Roussel, publicada primer en fulletó l'any 1909 i a continuació en volum l'any 1910.

## Historial de la publicació
L'origen de la novel·la és un breu text de Raymond Roussel titulat Parmi les Noirs (Entre els Negres). Impressió d'Àfrica és primer publicat, a compte de l'autor, en fulletó, al setmanari Le Gaulois du dimanche del número 82, dels dies 10-11 de juliol de 1909, al número 101, dels dies 20-21 de novembre de 1909. Aquesta publicació s'accelerà a partir de fi octubre, probablement perquè els lectors es desinteressaren d'aquest text. La novel·la és a continuació publicada en un volum, sempre a compte de l'autor, a les edicions Lemerre. Aquesta edició difereix de la versió publicada en fulletó per moltes correccions que concerneixen la puntuació, les supressions de repeticions i enriquiments del text.

## Resum
El paquebot Lyncée naufraga a prop de les costes africanes. Els nàufrags, dels quals forma part el narrador, són capturats per l'exèrcit de l'emperador Talou VII Esperant el seu alliberament, preparen una sèrie de números per a un espectacle titulat « La gala dels incomparables ». L'endemà d'aquest, són alliberats. Al text, el relat de la gala precedeix la presentació dels personatges, el naufragi, la captura i les explicacions dels números que en un primer moment apareixen com extraordinaris. D'altra banda, Raymond Roussel indicava que calia llegir la novel·la a partir de la pàgina 147, és a dir, la segona part abans de la primera.

## Recepció

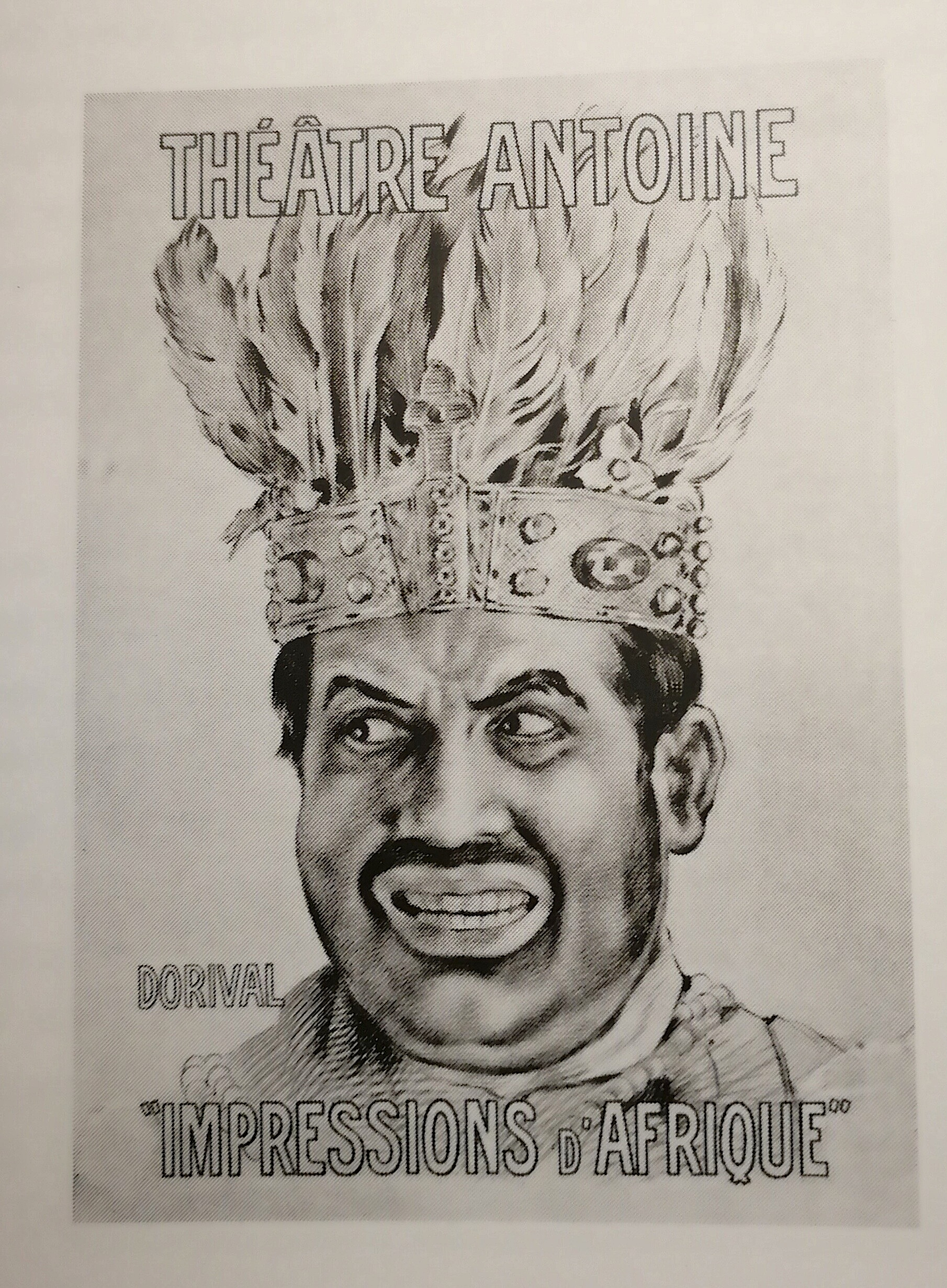
Georges Dorival com a Talou VII al teatre Antoine (1912).

L'obra no va trobar de seguida el seu públic. Una primera adaptació per a l'escena fou produïda l'any 1911 al teatre Femina. A continuació, a la primavera de 1912, es presentà en tres vetllades al Teatre Antoine, aquesta vegada amb base en l'adaptació feta pel mateix Roussel del seu llibre, a la qual assistiren Guillaume Apollinaire, Francis Picabia, Gabrielle Bufet i Marcel Duchamp.
La seva importància va ser reconeguda pels surrealistes, i posteriorment, molt més tard, per Alain Robbe-Grillet i l'Oubapo.
Aquest llibre hauria inspirat igualment Marcel Duchamp per a la composició de la seva obra El gran vidre (1915-1923).

### Traduccions al català
- Impressions d'Africa (Impressions d'Afrique). Traducció d'Annie Bats i Ramon Lladó. Barcelona: Edicions 62, MOLU, 1991.

### Crítica i anàlisi
- André Breton. Anthologie de l'humour noir. Jean-Jacques Pauvert, 1939, réed.1979, p. p. 117-125. André Breton1939. ISBN 978-2-720-20184-4.
- Jean Ferry. Une étude sur Raymond Roussel. Arcanes, 1953, p. 216. Jean Ferry1953.
- Jean Ferry. L'Afrique des Impressions. Collège de 'Pataphysique, 13 Absolu XCV de l'E.P., 1967, p. 202. Jean Ferry1967.
- Philippe G. Kerbellec. Comment lire Raymond Roussel : Cryptanalyse. Jean-Jacques Pauvert, 1988, p. 264. Philippe Kerbellec1988. ISBN 978-2-876-97035-9.
- Pierre Bazantay. Raymond Roussel, perversion classique ou invention moderne. Presses Universitaires de Rennes, 1993, p. 282. ISBN 2-86847-081-5.
- Annie Le Brun. Vingt mille lieux sous les mots, Raymond Roussel. Jean-Jacques Pauvert, 1994, p. 358. Annie Le Brun1994. ISBN 978-2-720-21355-7.
- François Caradec. Raymond Roussel. Fayard, 1997, p. 456. François Caradec1997. ISBN 978-2-213-59815-4.